# Bawdrip
Bawdrip – wieś w Anglii, w hrabstwie Somerset, w dystrykcie (unitary authority) Somerset. Leży 42 km na południowy zachód od miasta Bristol i 200 km na zachód od Londynu. W 2001 miejscowość liczyła 498 mieszkańców.